# دره سامشویلده
دره سامشویلده (گرجی: სამშვილდის კანიონი) یک دره در گرجستان است.